# Anchovia surinamensis
Anchovia surinamensis is een straalvinnige vis uit de familie van ansjovissen (Engraulidae), orde van haringachtigen (Clupeiformes). De vis kan een lengte bereiken van 15 centimeter.

## Leefomgeving
Anchovia surinamensis komt voor in zoet en brak water. De soort komt voor in tropische wateren in Zuid-Amerika.

## Relatie tot de mens
In de hengelsport wordt er weinig op de vis gejaagd.